# 萊昂納多·普格利西
萊昂納多·普格利西（2008年11月12日—）是一名澳大利亚電視節目主持人，自2020年以來，他一直擔任澳大利亞六新聞的首席新聞主持人。

## 職業生涯
萊昂納多·普格利西於2020年開始了他的媒體生涯，創立了當時被稱為HMV 本地新聞的節目，但在 2020年更名為澳大利亞第六頻道。

## 著名採訪
- 史考特·莫里森：澳大利亞總理（2018-2022）